# Palawani légykapó
A palawani légykapó (Ficedula platenae) a madarak osztályának verébalakúak (Passeriformes) rendjéhez és a  légykapófélék (Muscicapidae) családjához tartozó faj.

## Rendszerezése
A fajt August Wilhelm Heinrich Blasius német ornitológus írta le 1888-ban, a Siphia nembe Siphia Platenae néven.

## Előfordulása
Délkelet-Ázsiában, a Fülöp-szigetekhez tartozó Palawan szigetén honos. Természetes élőhelyei a szubtrópusi vagy trópusi síkvidéki esőerdők. Állandó, nem vonuló faj.

## Megjelenése
Testhossza 12 centiméter, testtömege 11-13 gramm.

## Természetvédelmi helyzete
Az elterjedési területe kicsi, egyedszáma 6000-15000 példány közötti és csökken. A Természetvédelmi Világszövetség Vörös listáján sebezhető fajként szerepel.